# Военный ординариат Португалии
Военный ординариат Португалии (порт. Ordinariato Castrense de Portugal) — военный ординариат Римско-католической церкви, действующий в Португалии. Военный ординариат Португалии, подчиняясь непосредственно Святому Престолу, обеспечивает пастырское окормление военнослужащих католического вероисповедания португальской армии и их семей.

## История
29 мая 1966 года Святой Престол издал декрет «De spirituali», которым учредил институт военного капелланства в Португалии. 21 июля 1986 года Римский папа Иоанн Павел II выпустил буллу «Spirituali militum curae», которым возвёл институт военного капелланства в Португалии в ранг военного ординариата.

## Ординарии военного ординариата
- кардинал Мануэл Гонсалвиш Сережейра (29.05.1966 — 24.01.1972);
- кардинал Антониу Рибейру (24.01.1972 — † 24.03.1998);
- епископ Жануариу Торгал Мендеш Феррейра (3.05.2001 — 10.10.2013);
- епископ Мануэл да Силва Родригеш Линда (10.10.2013 — 2018);
- епископ Руй Мануэл Соуза Валериу (2018 — 10.08.2023);
- епископ Сержиу Мануэл Рибейру Диниш (22 ноября 2024 — по настоящее время).

## Источник
- Декрет De spirituali, AAS 58 (1966), стр. 519  (лат.)
- Булла Spirituali militum curae  (лат.)